# Урал (гитара)
Ура́л ― советская и российская электрогитара, производившаяся на свердловской музыкальной фабрике «Урал» в 1975―1998 годах. Всего было выпущено 200 тысяч единиц. Корпус электрогитары изготавливался из ели, гриф ― из бука. Выпускалось две модели инструмента: электрогитара «Урал-650» и бас-гитара «Урал-510», обе модели были представлены в двух версиях. Работник предприятия «Урал» Эдуард Соколов отмечал, что гитара изготавливалась на неподходящем оборудовании из неподходящих материалов. Гитару критиковали и сами музыканты за струны плохого качества, ухудшавшие звучание.

## История

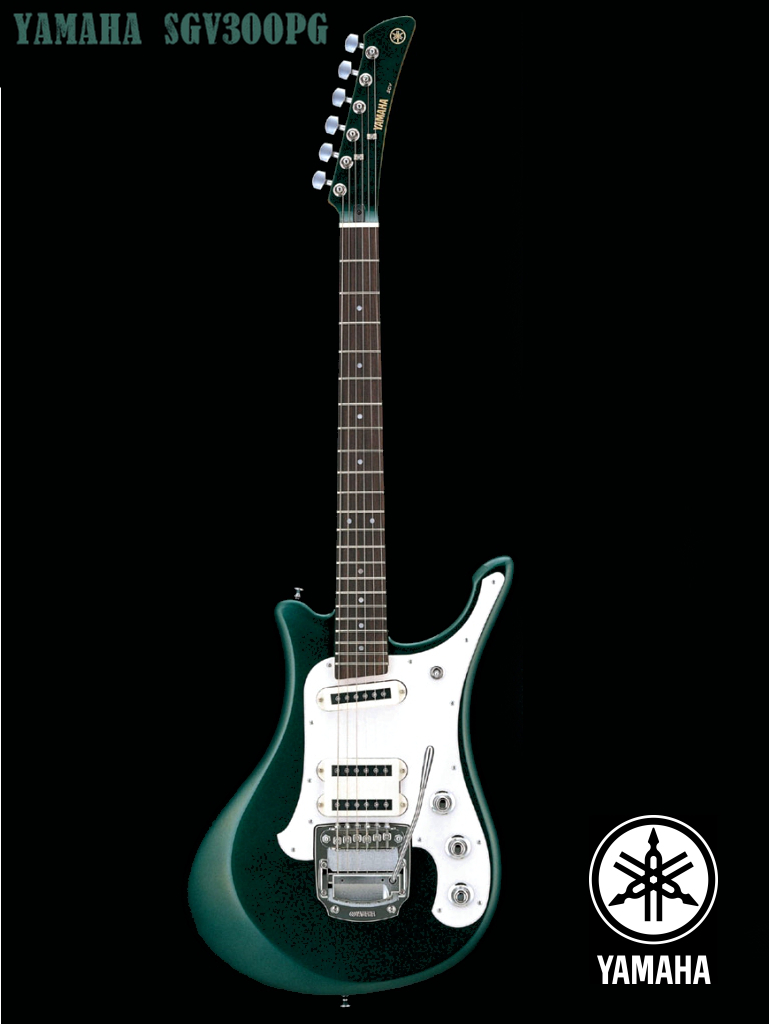
Электрогитара «Урал» была разработана на основе гитар Yamaha SG-series

Разработка электрогитары «Урал» началась на одноимённом свердловском предприятии в 1975 году и была приурочена к тридцатилетию победы в Великой Отечественной войне и открытию XXV съезда КПСС. Инструмент был разработан на основе гитар Yamaha SG-series, закупленных Свердловской железной дорогой под видом инвентаря для ансамбля техникума железнодорожного транспорта. Однако гитары были отправлены не в техникум, а сразу на фабрику.
Чертежи для первого образца электрогитары были подготовлены начальником конструкторского бюро фабрики Иваном Козленко. В 1975 году была выпущена первая партия гитар «Урал» размером в 240 единиц. Гитара поставлялась в музыкальные ансамбли при школах и домах культуры, при этом профессиональные музыканты предпочитали «Уралу» зарубежные инструменты (гитары брендов Jolana, Musima, Gibson и Fender). За всё время производства было выпущено более 200 тысяч электрогитар «Урал». В 1992 году фабрика была приватизирована и реорганизована в предприятие по производству мебели. В 1998 году завершилось производство электрогитар, а в 2007 году фабрика «Этюд-Урал» была ликвидирована.

## Описание
Дизайн корпуса у гитары отличался от такового у инструментов серии Yamaha SG, чтобы избежать обвинений в плагиате. Корпус был выполнен зеркально, что, по мнению журналистов «Областной газеты», улучшило эргономику электрогитары. Гриф изготавливался из бука, а дека ― из ели. Вес инструмента — 3,5 килограмма. Корпус производился в Свердловске, электроника ― на военном заводе в Снежинске, струны ― на ленинградском предприятии «Светлана». Продавалась по цене 185 рублей.
Выпускалось две модели: шестиструнная электрогитара в двух версиях «Урал-650» и «Урал-650а», а также четырёхструнная бас-гитара, также представленная двумя модификациями: «Урал-510г» и «Урал-510л». Модель «Урал-510л» стала доработкой «510г», в ней был исправлен недостаток грифа: изначально он перевешивал, и музыкантам приходилось левой рукой и играть на инструменте, и удерживать гриф.

## Критика
Работник фирмы «Урал» Эдуард Соколов отмечал, что гитары изготавливались на неподходящем оборудовании (на станках, изначально предназначенных для обработки деталей военной техники), а также из неподходящего материала: вместо клёна для грифов использовался бук, вследствие чего эта часть гитары гнулась, чего не должно происходить. По словам мастера, основной проблемой гитары стала примитивная электроника, которая, так как производилась в другом городе, не могла быть улучшена. Гитаристы (например, Сергей Бобунец) критиковали качество струн, из-за которых ухудшалось звучание инструмента:
Струны были с плоской обмоткой и звук давали такой же плоский, однозначный какой-то. Поэтому я как-то решил заняться доморощенным апгрейдом: снял обмотку у струн, а под обмоткой оказались рояльные струны, которые вообще не приспособлены для игры руками!Сергей Бобунец

## В культуре
Гитара «Урал» появляется в клипе на песню «Monarchy of Roses»: на ней играет Джош Клингхоффер, гитарист группы Red Hot Chili Peppers.

### Комментарии
1. ↑  Согласно музыканту Александру Пантыкину, при замене заводских струн на более качественные получался «чистый, прозрачный и неповторимый по тембру» звук[1].